# چوکوروا (آدانا)
چوکوروا (به ترکی استانبولی: Çukurova) یک منطقهٔ مسکونی در ترکیه است که در استان آدانا واقع شده‌است.